# Palythoa complanata
Palythoa complanata is een Zoanthideasoort uit de familie van de Sphenopidae. De wetenschappelijke naam van de soort is voor het eerst geldig gepubliceerd in 1951 door Carlgren.